# Sylvandre
Hipparchia fagi
Espèce
Statut de conservation UICN

 NT  : Quasi menacé
Le Sylvandre ou Grand sylvandre (Hipparchia fagi) est un lépidoptère (papillon) appartenant à la famille des Nymphalidae, à la sous-famille des Satyrinae et au genre Hipparchia.

## Description
Le Sylvandre est de couleur marron foncé avec une bande submarginale banche plus marquée chez la femelle, avec en bordure une frange entrecoupée et deux ocelles noirs aux antérieures et un très petit aux postérieures, très discrètement pupillé ou aveugle.
Le revers des antérieures est semblable: marron avec une bande submarginale banche et l'ocelle noir pupillé de blanc à l'apex alors que les postérieures sont marbrées de marron et de blanc avec une large bande blanche.
Il est plus grand que le Petit sylvandre (Hipparchia alcyone)

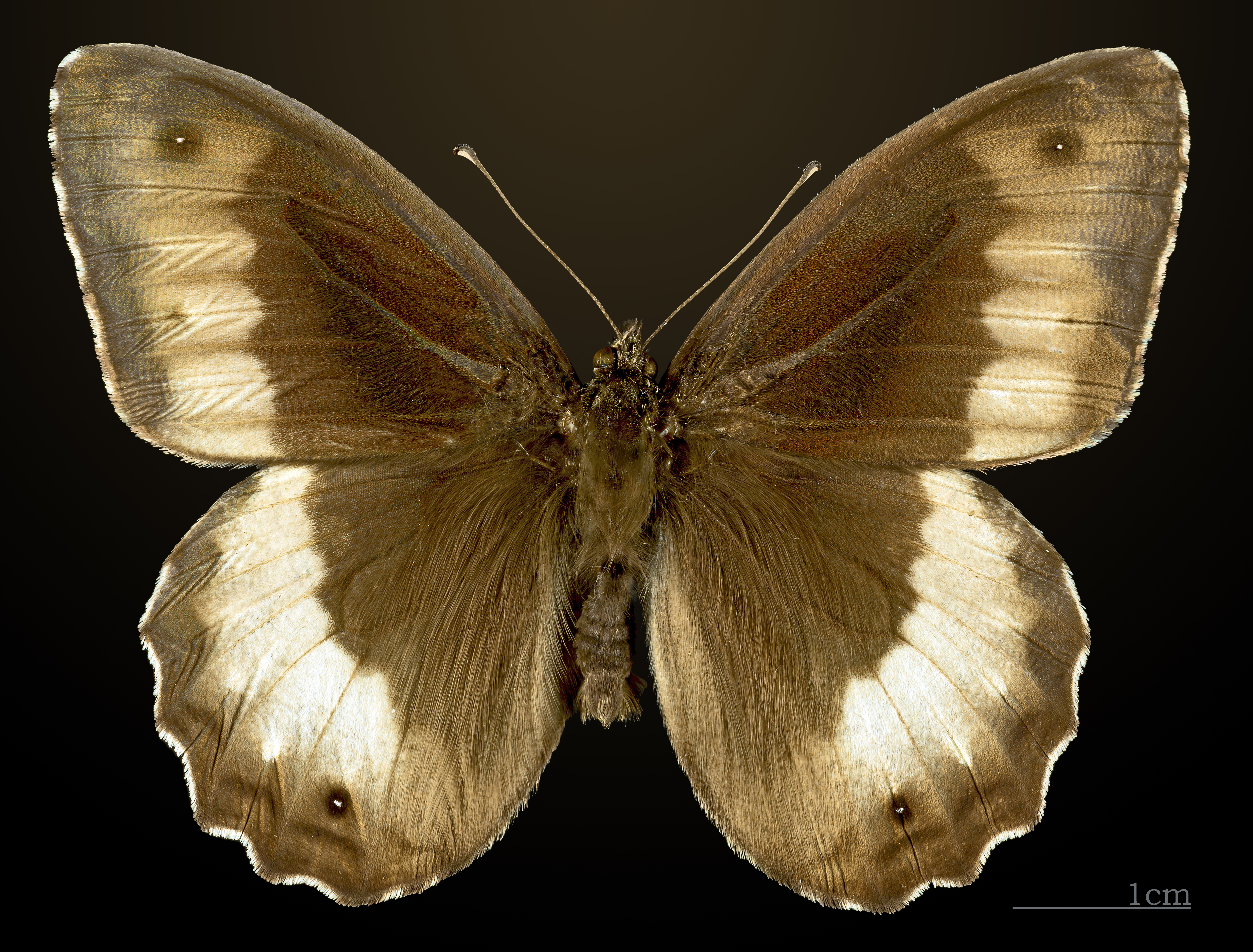
♂ Face dorsale MHNT
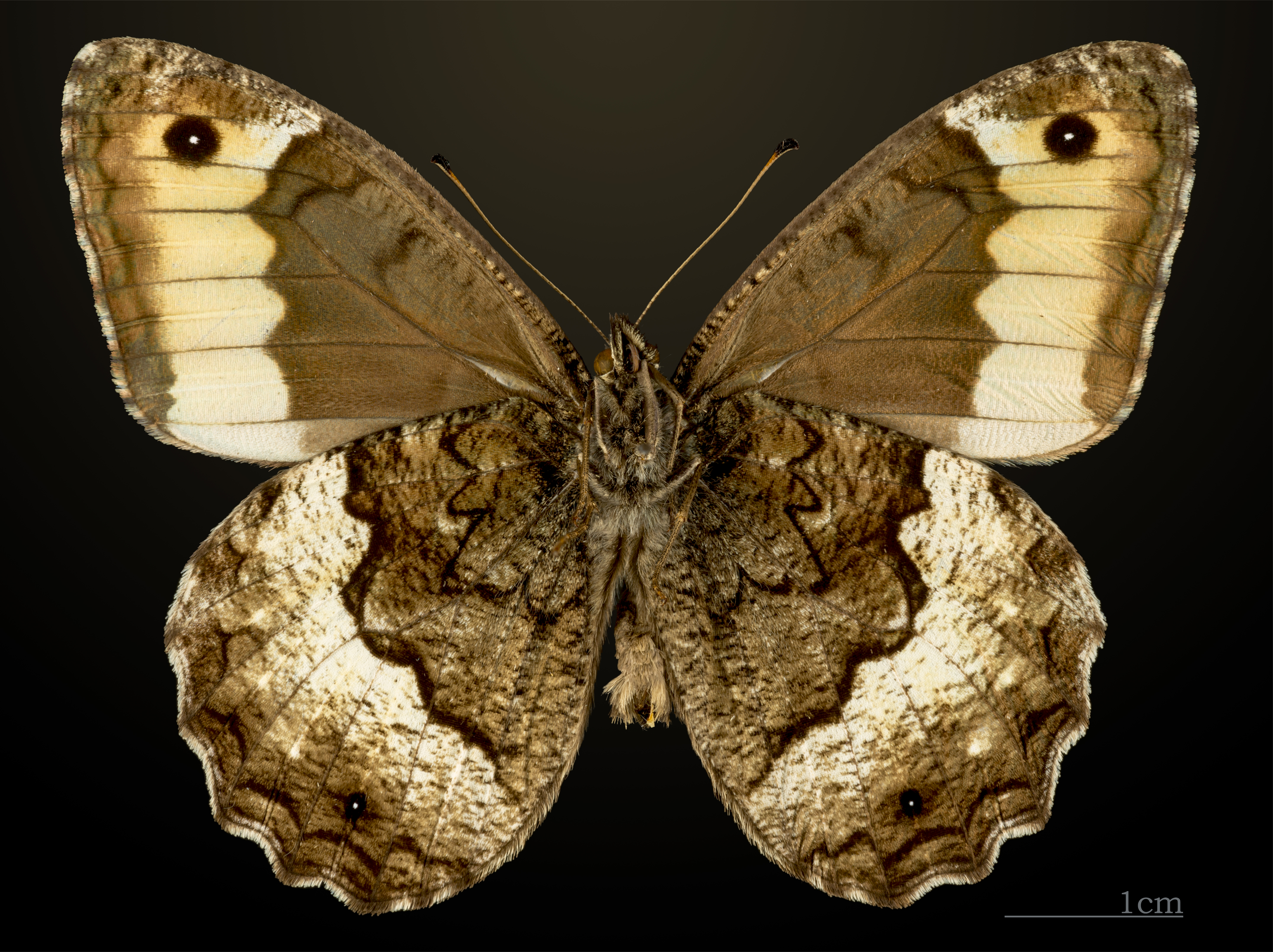
♂ △  Revers MHNT
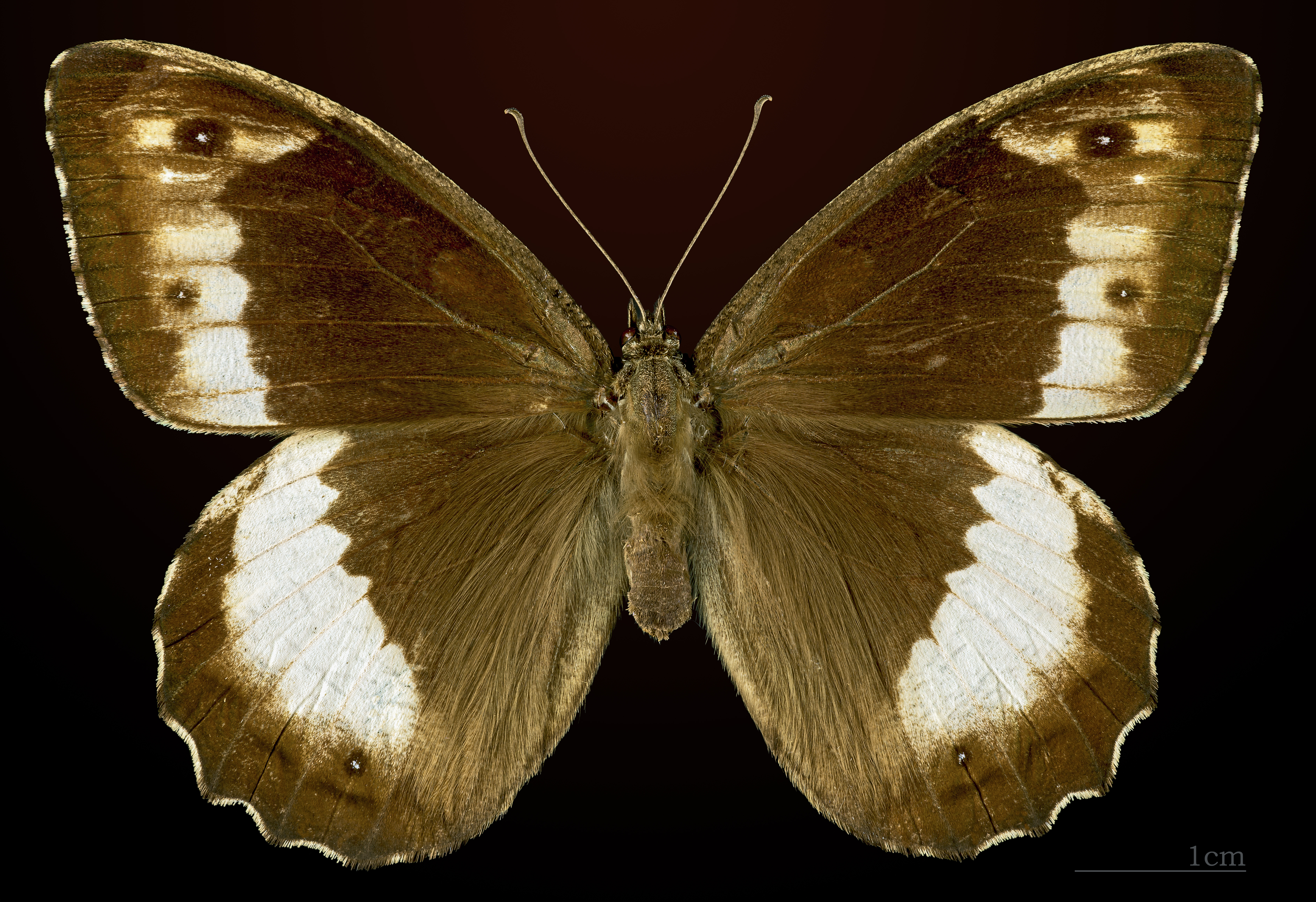
♀ Face dorsale MHNT
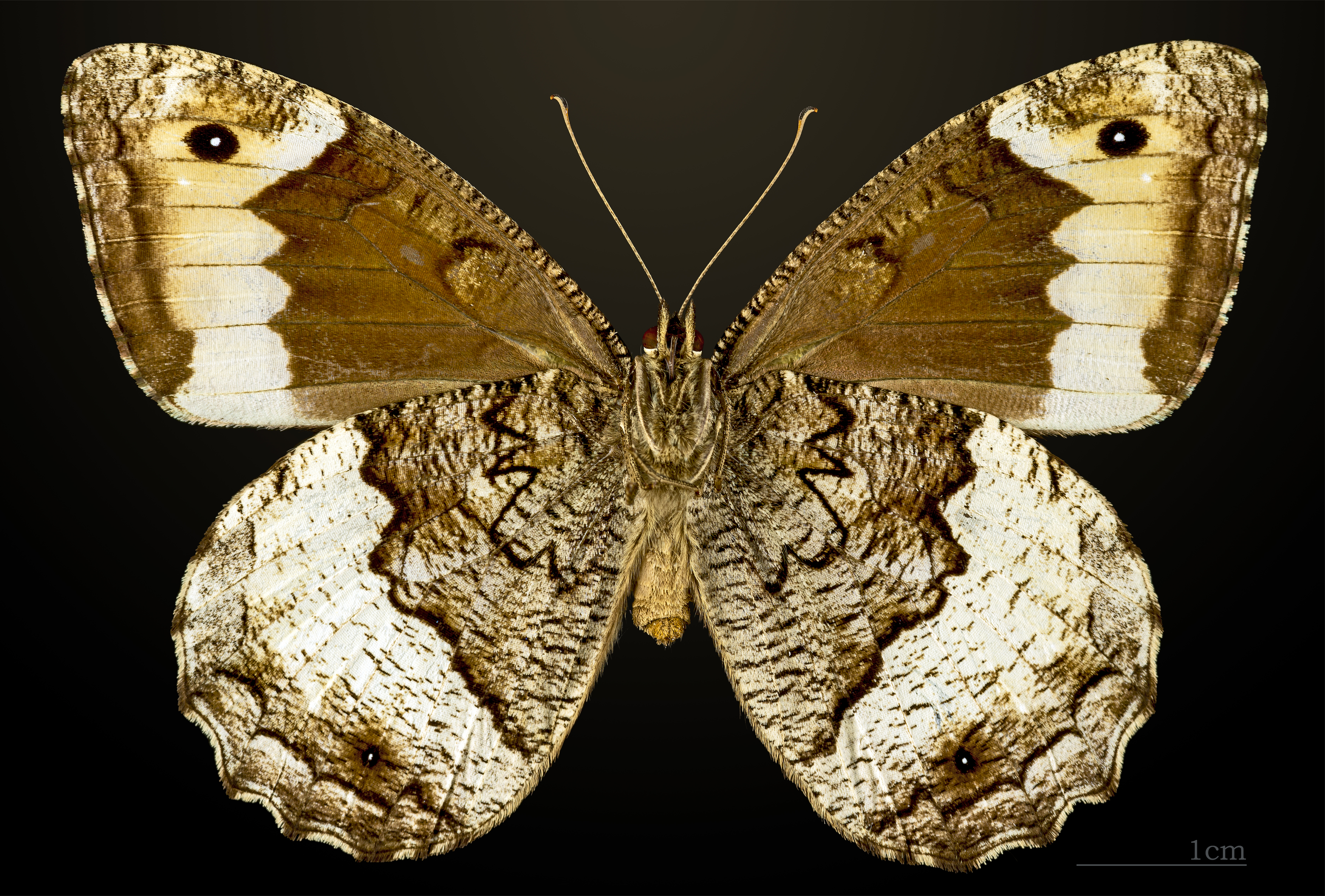
♀ △  Revers MHNT

### Chenille
La chenille possède une tête marron clair ornée de quatre stries foncées et un corps marron clair à extrémité postérieure bifide orné d'une bande dorsale marron foncé et de bandes latérales brunâtres.

## Biologie

### Période de vol et hivernation
Le Sylvandre  vole en une génération entre juin et septembre.

### Plantes hôtes
Les plantes hôtes de sa chenille sont diverses poacées (graminées) : Brachypodium pinnatum, Bromus erectus, Festuca rubra, Holcus lanatus et Holcus mollis,.

## Écologie et distribution
Le Sylvandre est présent à partir du nord de l'Espagne dans tout le sud et le centre de l'Europe en France, Suisse, Italie, et du sud de l'Allemagne et de la Pologne jusqu'aux côtes méditerranéennes (Albanie, Macédoine, Roumanie, Bulgarie et Grèce) puis jusque dans le sud de la Russie.
Le Sylvandre est présent dans les départements de la France métropolitaine excepté ceux qui bordent la Manche et la mer du Nord, jusqu'en Île-de-France et Sarthe. Il est aussi absent de Haute-Vienne, Meurthe-et-Moselle, Haute-Saône et de Corse.

### Biotope
Il réside en bordure des bois clairs, dans les clairières. L'imago butine peu : il préfère s'abreuver de la sève d'arbres blessés ou se nourrir des sucs d'excréments.

## Systématique
L'espèce Hipparchia fagia été décrite par l'entomologiste Giovanni Antonio Scopoli en 1763, sous le nom initial de Papilio fagi. 

### Synonymes
- Papilio fagi Scopoli, 1763 Protonyme
- Hipparchia hermione Linnaeus, 1764; Papilio hermione Linnaeus, 1764[6],[3].

### Noms vernaculaires
- Le Sylvandre ou Grand sylvandre en français.
- Woodland Grayling en anglais, Großer Waldportier en allemand et Banda curva en espagnol[3].

### Taxinomie
Sous-espèce
Hipparchia fagi tetrica, Fruhstorfer, 1907.

## Le Sylvandre et l'Homme

### Protection
Le Sylvandre est protégé en Île-de-France